# Ширвинта (приток Шеймяны)
Ширвинта́ (устар. Шервинта, Ширванд; лит. Širvinta) — река в Литве, протекает по территории Вилкавишкского района Мариямпольского уезда на юго-западе страны. Левый приток нижней Шеймяны.
Длина реки составляет 54 км. Площадь водосборного бассейна — 363 км². Средний уклон — 3,77 м/км. Средний расход воды — 1,85 м³/с.
Ширвинта начинается на Судувской возвышенности около деревни Армудишкяй. Течёт в основном на север. В низовье Ширвинту пересекает автомагистраль A7 европейского маршрута E 28. Впадает в Шеймяну на высоте 38 м над уровнем моря около деревни Шукляй в 10 км к северо-западу от Вилкавишкиса.
Притоки:
- левые: Ланкупа, Занила, Обялупис, Бридейкис;
- правые: Дотамас, Айста[1].